# Deckhand
Deckhand ist die Bezeichnung für einen Tätigkeitsbereich an Bord von Yachten. Zu den Aufgaben gehört es, das Deck zu schrubben, in der Küche auszuhelfen, Essen zu servieren oder beim Anlegemanöver zur Hand zu gehen.
Unter der Bezeichnung Deckhand wird in Deutschland ein auch international anerkanntes Seefahrts-Zertifikat vergeben, zu dem eine privatrechtliche Ausbildung mit einem Abschluss auf Basis der englischen Prüfungsordnung der "Royal Yachting Association" (RYA) und der "Maritime Coastguard Agency" (MCA) führt. Die "Deckhand"-Ausbildung hat durch die Spezialisierung auf große Yachten anders gelagerte Prioritäten als etwa die Ausbildung zum Matrosen oder Bootsmann. Nur wenige Bildungsträger bieten in Deutschland die i. d. R. privat zu finanzierende Ausbildung an.